# ماریان اسپویدا
ماریان اسپویدا (لهستانی: Marian Spoida; ۴ ژانویهٔ ۱۹۰۱ – ۱ ژانویهٔ ۱۹۴۰) بازیکن فوتبال اهل لهستان بود.
از باشگاه‌هایی که در آن بازی کرده‌است می‌توان به باشگاه فوتبال وارتا پوزنان اشاره کرد.